# Ryō Miyake
Ryō Miyake (n. 24 decembrie 1990, Ichikawa, Japonia) este un scrimer ce a reprezentat Japonia, medaliat olimpic. A participat la o ediție a Jocurilor Olimpice (2012) în care a câștigat o medalie de argint.

## Participări
Lista de mai jos prezintă principalele competiții la care a participat Ryō Miyake de-a lungul carierei.
- Floretă masculin pe echipe la Jocurile Olimpice de vară din 2012